# MFK Nová Baňa
MFK Nová Baňa là một câu lạc bộ bóng đá Slovakia, đến từ thị trấn Nová Baňa. Câu lạc bộ được thành lập năm 1912.